# Santuario Yasaka
Santuario Yasaka (八坂神社 Yasaka-jinja?), a veces también llamado Santuario Gion (祇園神社 'Gion-jinja'?), es un santuario Sintoista situado en el distrito Gion de Kioto, Japón. Situado al este del final de la Shijō-dōri (Cuarta Avenida), el santuario está compuesto por edificios, incluidas puertas, una entrada principal y un escenario.

## Historia

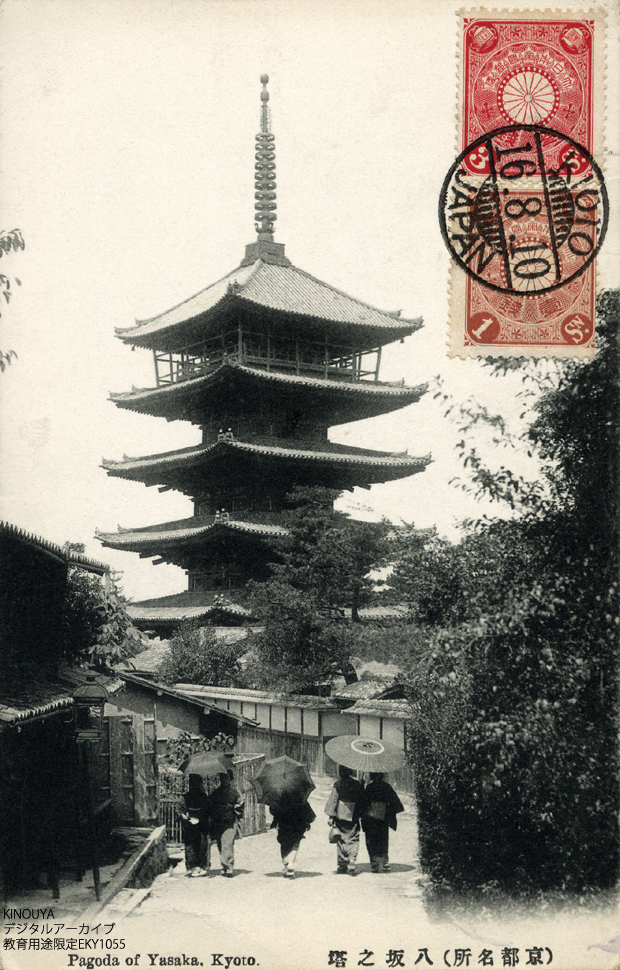
Pagoda del Yasaka, hacia 1910.

La construcción inicial del Santuario comenzó hacia el 656, convirtiéndose en objeto de patrocinio imperial durante el comienzo del Periodo Heian. En el 965, el Emperador Murakami ordenó que los mensajeros imperiales (heihaku) fueran enviado a informar de los eventos importantes al guardián kami de Japón. Inicialmente estos heihaku fueron enviados a 16 santuarios, entre los que se encontraba el Yasaka; y en el 991, el Emperador Ichijō añadió 3 santuarios más a la lista de santuarios hecha por su antecesor, Murakami. Tres años después, en el 994, Ichijō refinó perfilaron el alcance de esa lista compuesta con la adición del Santuario Umenomiya y el Santuario Gion.
Entre 1871 y 1946, el Santuario Yasaka fue designado oficialmente como uno de los Kanpei-taisha (官幣大社?), lo que significaba que quedaba bajo apoyo del gobierno nipón.

## Matsuri
En el 869, los mikoshi (santuarios portátiles) del Santuario de Gion fueron sacados en desfile por las calles de Kioto para evitar una epidemia que había azotado la ciudad. Este fue el comienzo del Gion Matsuri, un festival de carácter anual que se ha hecho mundialmente famoso. A día de hoy, además de albergar el Gion Matsuri, el Santuario Yasaka da la bienvenida a miles de personas cada Año nuevo, especialmente por los rituales y celebraciones tradicionales con motivo del año Año nuevo japonés. En abril, la multitud pasa a través del templo en su camino hacia el Parque Maruyama, un popular lugar de celebración del hanami (Festival de la flor de cerezo).

## Galería

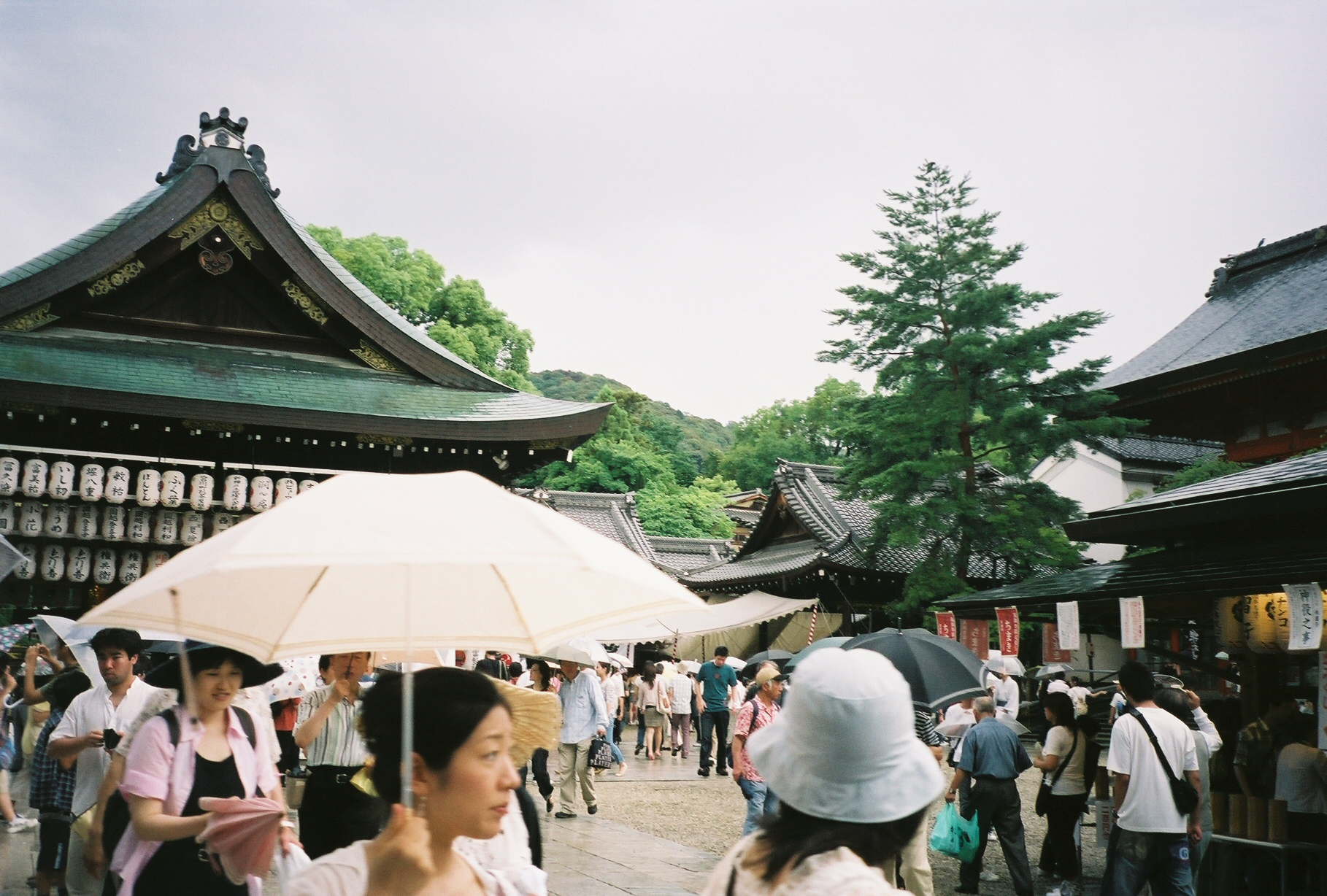
Las multitudes durante el Gion Matsuri.
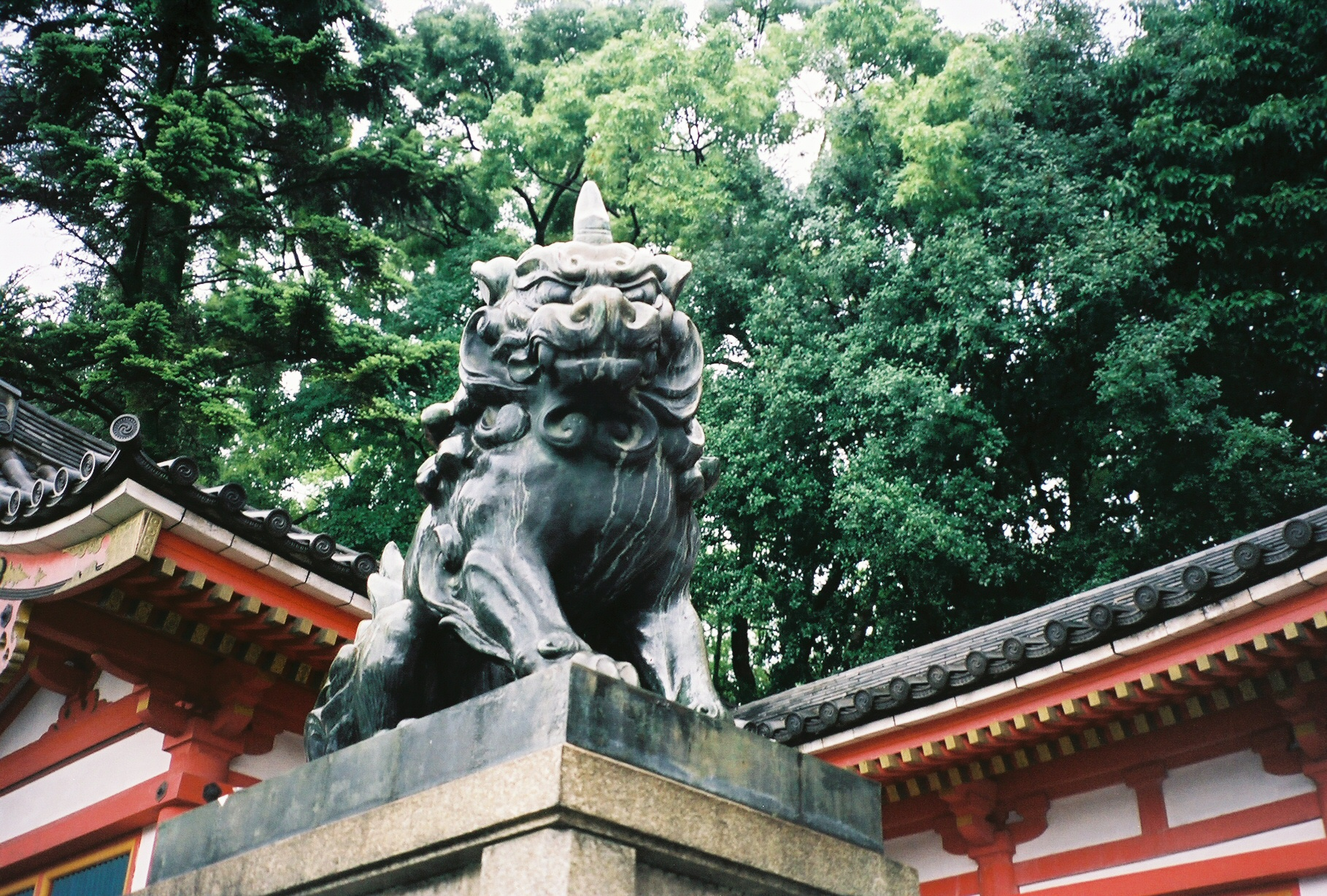
Una estatua situada fuera del Santuario.
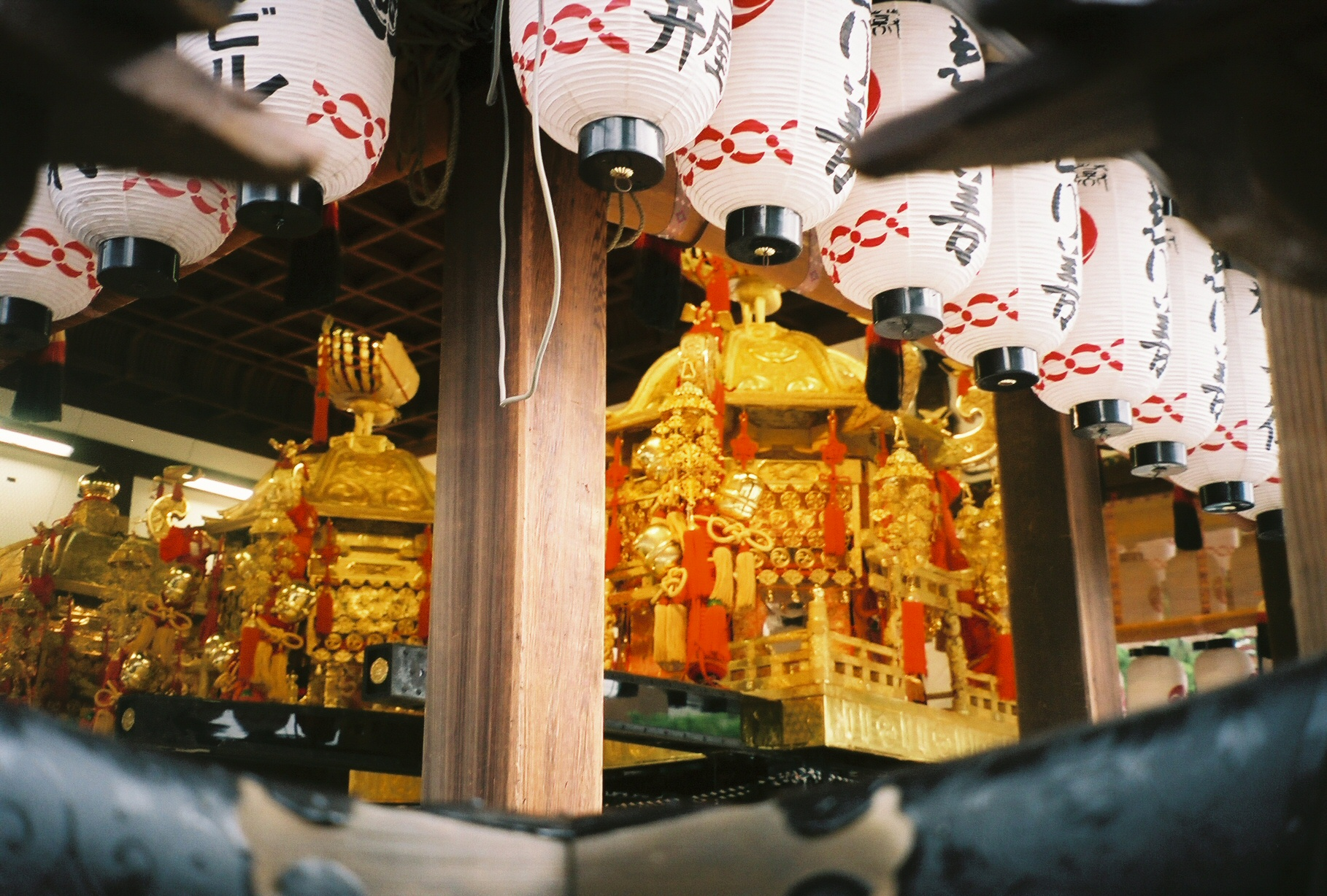
Los Mikoshi del Santuario Yasaka.
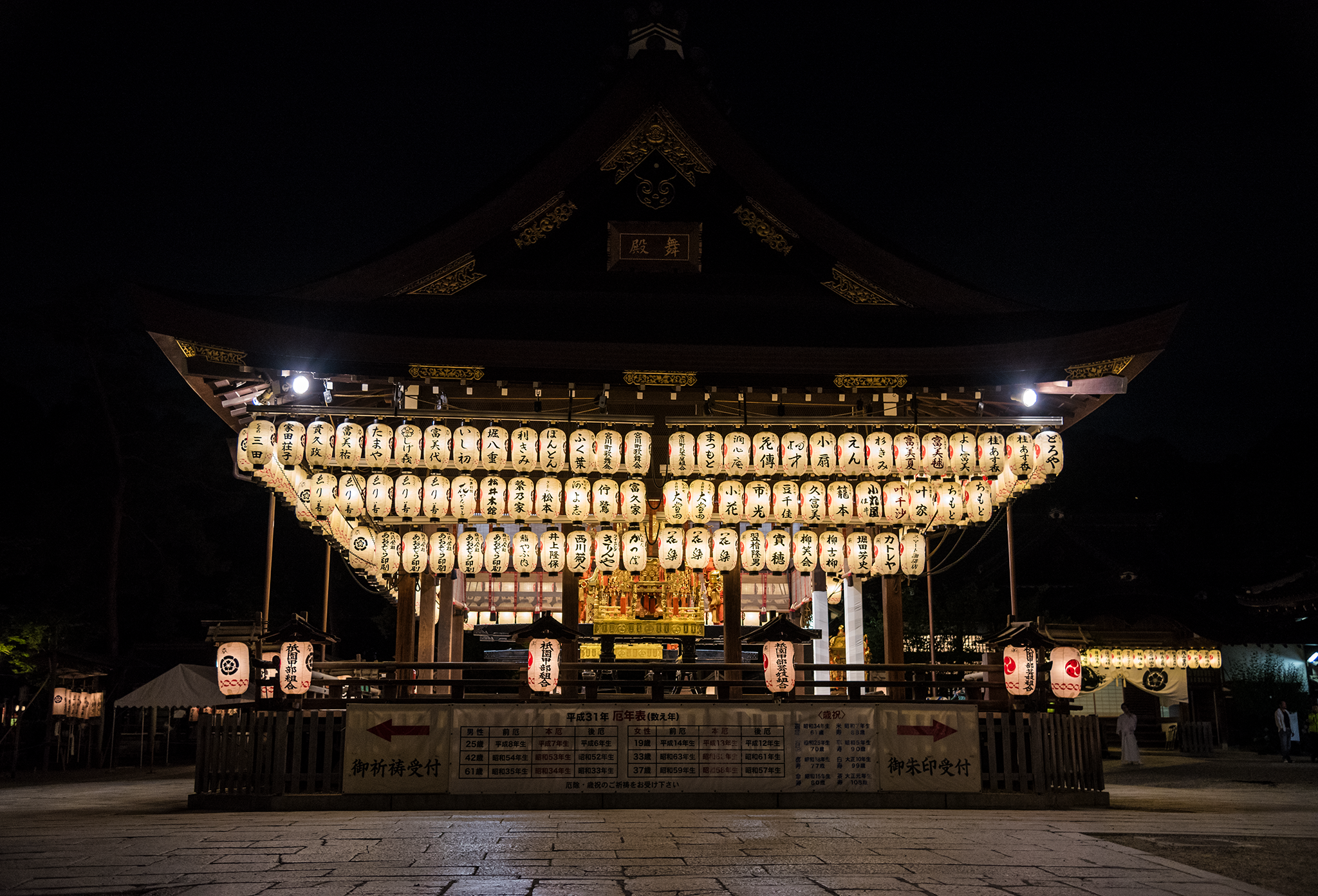
Templo Yasaka de noche